# Герайбейли, Агасадых Ага Али оглы
Агасадых Ага Али оглы Герайбейли (азерб. Ağasadıq Ağaəli oğlu Gəraybəyli (Gəraybəyov); 15 марта 1897, Шемахы, Бакинская губерния — 5 декабря 1988, Баку) — азербайджанский советский актёр, народный артист Азербайджанской ССР (1940).

## Биография
Агасадых Герайбейли родился в 1897 году в Шемахе. После Шемахинского землетрясения семья актёра переезжает жить в Баку, где его отец Ага Али работал жандармом. Рано потерял мать, Гюллю-беим. Первое образования Герайбейли получил в Баку, учась в одном классе с будущим видным драматургом Джафаром Джабарлы.
Гусейн Араблинский был в дружеских отношениях с отцом и дядей Агасадыха — Агаларом, с которым они когда то вместе учились в семинарии в Гори. Жили они по соседству, бывало порой, что и репетиции проводились в доме Герайбейли, так что маленький Агасадых уже с детства впитал в себя дух любви к сцене, актёрскому искусству. Вскоре состоялась премьера фильма «В царстве нефти и миллионов», куда была приглашена семья Герайбейли. Впоследствии Араблинский стал первым режиссёром Герайбейли.
В те годы женские роли в театрах исполняли мужчины. Как-то однажды заболел исполнитель какой-то женский роли, и срочно требовалась замена. И тогда старший брат Агалар предложил на эту роль Агасадыха. Тот поначалу не соглашался на исполнение женской роли, и уговаривать его пришлось долго. Но потом согласился и отлично справился с первой в жизни ролью. Это произошло в 1917 году.
А самый первый его выход на сцену произошёл весьма необычно. Вот как вспоминал об этом сам актёр:
«Стоя за кулисами, я наблюдал за игрой Гусейна Араблинского. Это было что-то неописуемое. Я был настолько потрясён, что меня начали душить рыдания, по щекам потекли слёзы. Не выдержав, я бросился к Араблинскому и обнял его прямо на сцене, и тот с улыбкой прижал меня к себе. Так же, в слезах и рыданиях я удалился со сцены. Вот так я и вышел впервые на сцену».
В том же, 1917 году режиссёр и актёр Мирмахмуд Кязимовский основал любительский театральный кружок «Ниджат», и Агасадых стал его частым посетителем, а затем и активным участником. Вскоре А. Герайбейли создал кружок «Сафа» и собственную труппу. Великий меценат Тагиев был настолько доволен деятельностью актёров труппы, что пригласил их к себе и одарил золотом.
С 1933 года и до конца жизни Агасадых Герайбейли работал в Азербайджанском Драматическом Театре. В 1940 году актёру было присвоено звание народного артиста Азербайджанской ССР. Член КПСС с 1940 года.
Актёр жил в центре Баку, на улице Хагани, 19. Его соседями были знаменитые люди — певец Бюльбюль, народный писатель Мирза Ибрагимов и народный поэт Сулейман Рустам. Однажды Сулейман Рустам сказал Агасадыху Герайбейли: «Сосед, ты же известный актёр, почему ходишь на работу пешком? С завтрашнего дня моя служебная машина будет отвозить тебя в театр». Актёр ответил: «Пока меня ноги слушаются буду ходить пешком. К тому же по пути в театр, со мною здороваются сотни людей и интересуются здоровьем. Разве может быть большей чести?»
Агасадых Гейрабейли о первой встрече с великим Узеир Гаджибековым вспоминал:
«Узеир Гаджибеков был для нас пророком, который все свои силы направил во благо развития национального искусства. Когда в 1921 году, я только делал первые шаги на сцене, после монолога Искендера из пьесы Джалила Мамедгулузаде меня позвал к себе Узеир Гаджибеков. Он обнял меня, поцеловал в щёку, погладил по голове и сказал: „Надо гордиться такими азербайджанцами, как ты!“. Я был на седьмом небе от счастья».
За всю свою театральную деятельность он сыграл более чем в 200 разных ролях, участвовал в таких постановках как «Надир Шах» Наримана Нариманова, «Аршин Мал-алан» Узеира Гаджибекова, «Севиль» Джафара Джаббарлы и многих других.
С 1923 года снимался в кино, играл характерные роли: Советник хана («Легенда о девичьей башне», 1924), Сафар-бек («Гаджи Кара», 1929), Балаш («Севиль», 1929), Иранский сардар («Фатали Хан», 1947), Ага-Бала («Любимая песня», 1956), Рустам-бек («Не та, так эта», 1958), Сардаров («Под знойным небом», 1958), Ибн-Халид («Сказание о любви», 1961). Несомненно, самой яркой ролью для Агасадыха Герайбейли в творческой биографии стала роль Рустам бека в фильме «Не та, так эта» (O olmasın, bu olsun).

## Отзывы
Вспоминает дочь Агасадыха Герайбейли:
«Отец был актёром до мозга костей. По праздникам в нашем доме разыгрывались спектакли: раздавались роли, шли репетиции. За наиболее удачно исполненные роли отец нас обычно награждал. Жаль, что никто из нас не пошёл по его стопам. Он никогда не гонялся за званиями и титулами, не обивал ничьих порогов, главной для него всегда оставалась работа. Во время съёмок фильма „Не та, так эта“ в сцене со служанкой отец швырнул пепельницу с такой силой, что довольно глубоко порезался. Далее погнался за служанкой и упал. Эти моменты запечатлены в кадре, но в сценарии их не было. Отец был увлечён работой, играл на таком эмоциональном подъёме, что не чувствовал ни падений, ни порезов, ему было как бы не до боли».
Известный деятель театра и кино Адиль Искендеров сказал: « Если бы Агасадых Герайбейли сыграл бы в своей жизни всего одну роль Рустам бека в фильме „Не та, так эта“, то его имя все равно было бы вписано в историю нашего киноискусства золотыми буквами».
И конечно же роль заведующий клубом Агабалы Гусейнова в фильме «Бахтияр».
«Действия в фильме „Бяхтияр“ происходили летом, но съёмки пришлись на зимнее время года. На актёрах была тонкая одежда, установили вентилятор, был создан летний антураж, продуманный во всех мелочах. Нужно было создать видимость лета и жары. Согласно роли Агабала-Герайбейли отчитывал нерадивых сослуживцев-родственников, призывая их к активности. В студии в это время было так морозно, что отец продрог до костей. Всё же, сконцентрировавшись, он довёл монолог до конца, но сорвал своё зло на вентиляторе, изо всех сил хлопнув по нему прямо в камере. Кадр был настолько удачен, что переснимать не стали, и он остался как заключительный эпизод данной сцены. Детское озорство никогда не покидало отца. К работе отец относился с огромной ответственностью. Несмотря на целую галерею созданных им в театре образов, перед каждым выходом на сцену волновался как в первый раз. Очень тщательно готовился к премьерам, многократно репетировал роли. Отец прожил ярчайшую и долгую жизнь на сцене, будучи активным и деятельным до последнего дня», — из воспоминаний дочери актёра.
Легендарный певец Рашид Бейбутов: « Когда я играл в фильме „Бахтияр“ с Агасадыхом Герайбейли у меня создавалось такое впечатление, что все происходит в реальной жизни. Это был человек с великой душой и характером».
Актёр очень любил жизнь. Как-то его спросили: «Вы прожили большую яркую жизнь. повидали многое. Что же делает человека счастливым?» На это выдающийся актёр отвечал: «Молодость души. Я счастлив. Потому что молодость не ушла. Она во всём и везде — в моём доме, моих ролях, в моих детях, внуках, учениках».
Народный поэт Самед Вургун: « Каждый раз, когда видел игру Агасадыха Герайбейли на сцене и в кино, вся моя жизнь проносилась перед глазами — настолько потрясала меня его актёрское мастерство».
Видный театральный деятель Мехти Мамедов: « Агасадых Герайбейли родился актёром, был великой личностью, пользовался огромной любовью и в то же время оставался исключительно искренним человеком, никогда не видел его зазнавшимся. Его авторитет был в коллективе непререкаемым и в то же время он раньше всех приходил на репетиции. Всегда был добродушным и жизнерадостным человеком».
Народный артист Алиаббас Гадиров: « Агасадыха Герайбейли был для нас не только великим актёром, но и духовным учителем, который наставлял нас и в жизни своими добрыми советами. Благодаря нему мы старались достичь вершин, как на сцене, так и в жизни».
В 1940 году актёру было присвоено звание народного артиста Азербайджанской ССР, среди наград — Орден Ленина, Орден Октябрьской Революции, Орден «Красное Знамя» Азербайджанской ССР. Скончался в 1988 году.
Мало кто знает, что в последней своей пьесе «Хуршидбану Натаван» Агасадых Герайбейли уже не видел и играл на сцене вслепую, и при этом никто ни о чем не догадывался. Это было поистине чудом. Ему было тогда 92 года. Главным было только начать, но потом его природное чутьё, интуиция, сила привычки брали верх, и он прекрасно ориентировался на сцене. Это было проявлением поистине безграничной любви и преданности своей профессии.

## Фильмография
- 1923 — Легенда о Девичьей Башне
- 1929 — Севиль — Балаш

Мемориальная доска на стене дома в Баку, в котором жил Агасадых Герайбейли

- 1955 — Любимая песня — Заведующий клубом Агабала
- 1956 — Не та, так эта — Рустам-бек
- 1957 — Под знойным небом
- 1961 — Сказание о любви
- 1966 — Жизнь хорошая штука, брат!
- 1967 — Почтовый ящик
- 1973 — Парни нашей улицы
- 1979 — Защита диплома
- 1983 — Учитель музыки

## Награды
- Орден Ленина (1949)[4].
- Орден Октябрьской Революции.
- Орден Трудового Красного Знамени.
- Орден «Знак Почёта».
- Орден «Красное Знамя» Азербайджанской ССР.
- Народный артист Азербайджанской ССР (1940).
- Заслуженный артист Азербайджанской ССР (1936).
- Почётная Грамота Президиума Верховного Совета Азербайджанской ССР (1974)[5].